# L'île de Merlin, ou Le monde renversé

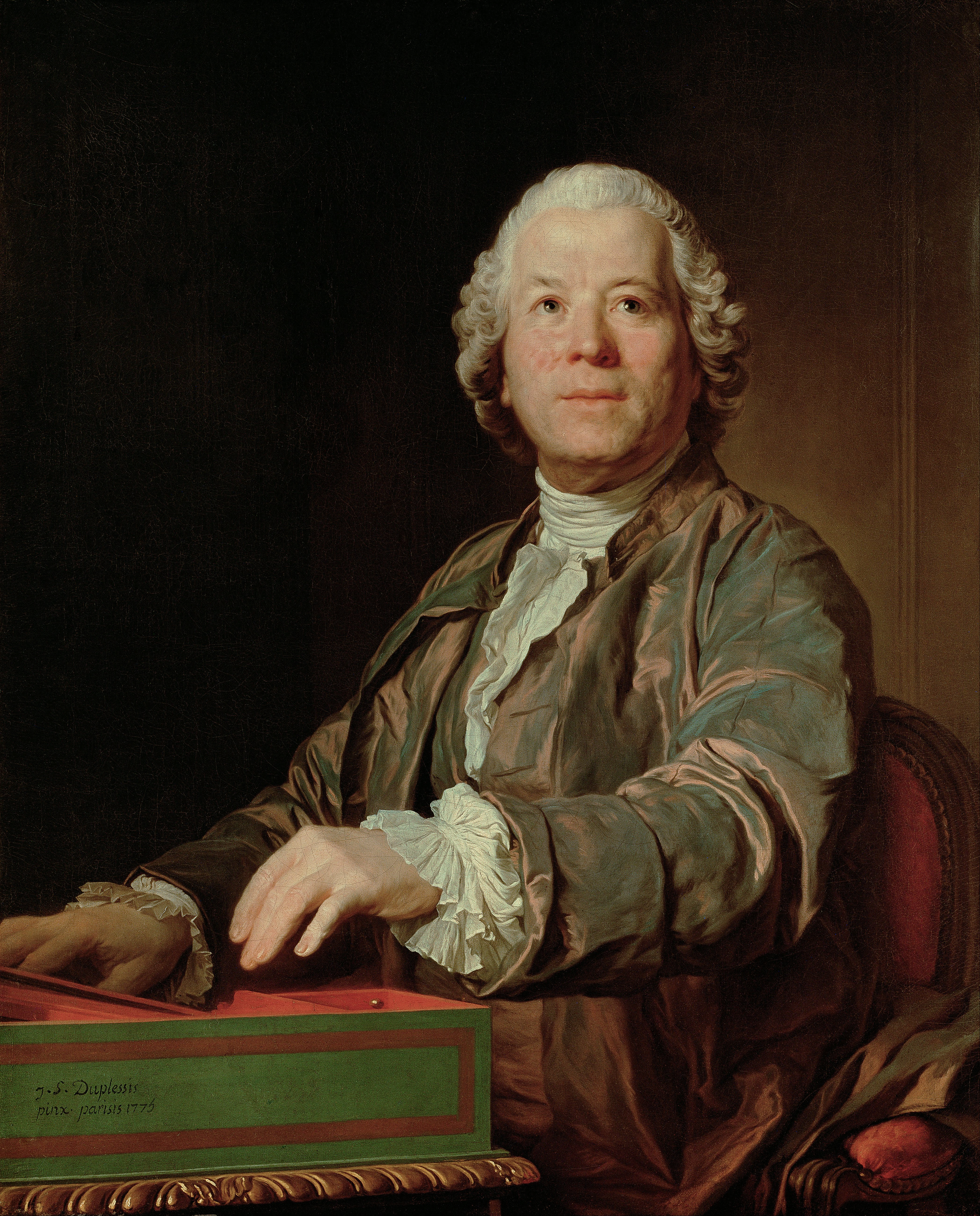
Christoph Willibald Gluck

L'île de Merlin, ou Le monde renversé (Merlins ö eller Upp-och-ned-vända världen) är en opéra comique i en akt med musik av Christoph Willibald Gluck och libretto av Louis Anseaume (1753), efter Alain-René Lesage och Jacques-Philippe d'Ornevals vaudeville Le monde renversé (1718).

## Historia
Glucks andra opéra comique är en satirisk fantasi och hade premiär den 3 oktober 1758 på slottet Schönbrunn i Wien.

## Personer
- Merlin (tenor)
- Argentine, Merlins brorsdotter (sopran)
- Diamantine, Merlins brorsdotter (sopran)
- Pierrot (bas)
- Scapin (bas)
- En filosof (tenor)
- Monsieur de la Candeur, en dandy (tenor)
- Hippocratine (sopran)
- Chevalier de Catonville, en prokurator (tenor)
- Monsieur Prud'homme, en notarie (bas)
- Hanif (tenor)
- Zerbin (talroll)

## Handling
Pierrot och Scapin lider skeppsbrott och hamnar på en ö som har allt. De erinrar sig att trollkarlen Merlin hade lovat dem detta efter att ha tjänat honom under tre år. Mat, dryck och vackra damer dyker upp allt efter deras önskningar. Flickorna Argentine och Diamantine är lika rika som deras namn lovar. Enligt öns lag måste de gifta sig med fattiga män, en detalj som särskilt gläder de båda männen. Pierrot och Scapin möter öns invånare och förvånas över att finna filosofen vänlig, notarien ärlig, dandyn måttlig och att trohet utövas i äktenskapen. Detta är verkligen "uppochnedvända världen". Männen riskerar att förlora flickorna till två rivaler. Då slagsmål är förbjudet får de spela tärning om flickorna. Rivalerna vinner. Men Merlin dyker upp och förenar de älskande.